# Arc diafragma

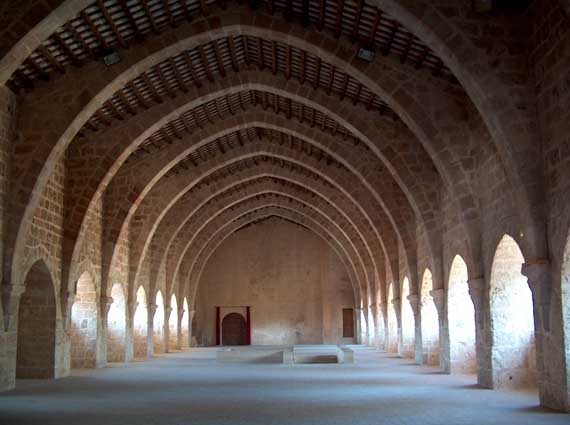
Coberta amb arcs diafragma del dormitori de Santes Creus

L'arc diafragma o diafragmàtic és aquell arc sobre el qual recolzen directament i de manera transversal, les bigues que suporten longitudinalment una coberta de fusta i, normalment de dos aiguavessos.
És una solució molt comuna i ben original de l'art Gòtic català poc present en altres indrets durant aquest mateix període gòtic i des del segle xii. Amb múltiples avantatges, com la facilitat de la construcció, la reducció de les complicacions tècniques o l'abaratiment dels costos i la senzillesa, era una tècnica emprada ja de forma tradicional, com per exemple als molins, que va ser revalorada i gairebé monumentalitzada per ordes religiosos com el Cister o els mendicants (franciscans i dominics).
Per aquest motiu, tant es va emprar en arquitectura religiosa com civil i els millors exemples d'espais amb aquesta solució es troben en els monestirs cistercencs, als dormitoris de Poblet i Santes Creus i als nombrosos convents mendicants de la Corona d'Aragó (entre els quals els desapareguts de Sant Francesc i Santa Caterina de Barcelona). De la mateixa forma es troben en múltiples esglésies construïdes de bell nou a la Catalunya Nova, per exemple a Sant Miquel de Montblanc, i als palaus reials, com al de Lleida. Un bonic, malgrat que potser massa restaurat, exemple és el de la capella de Santa Àgata del Palau Reial Major de Barcelona, amb la coberta de fusta tota decorada amb pintures i daurats.

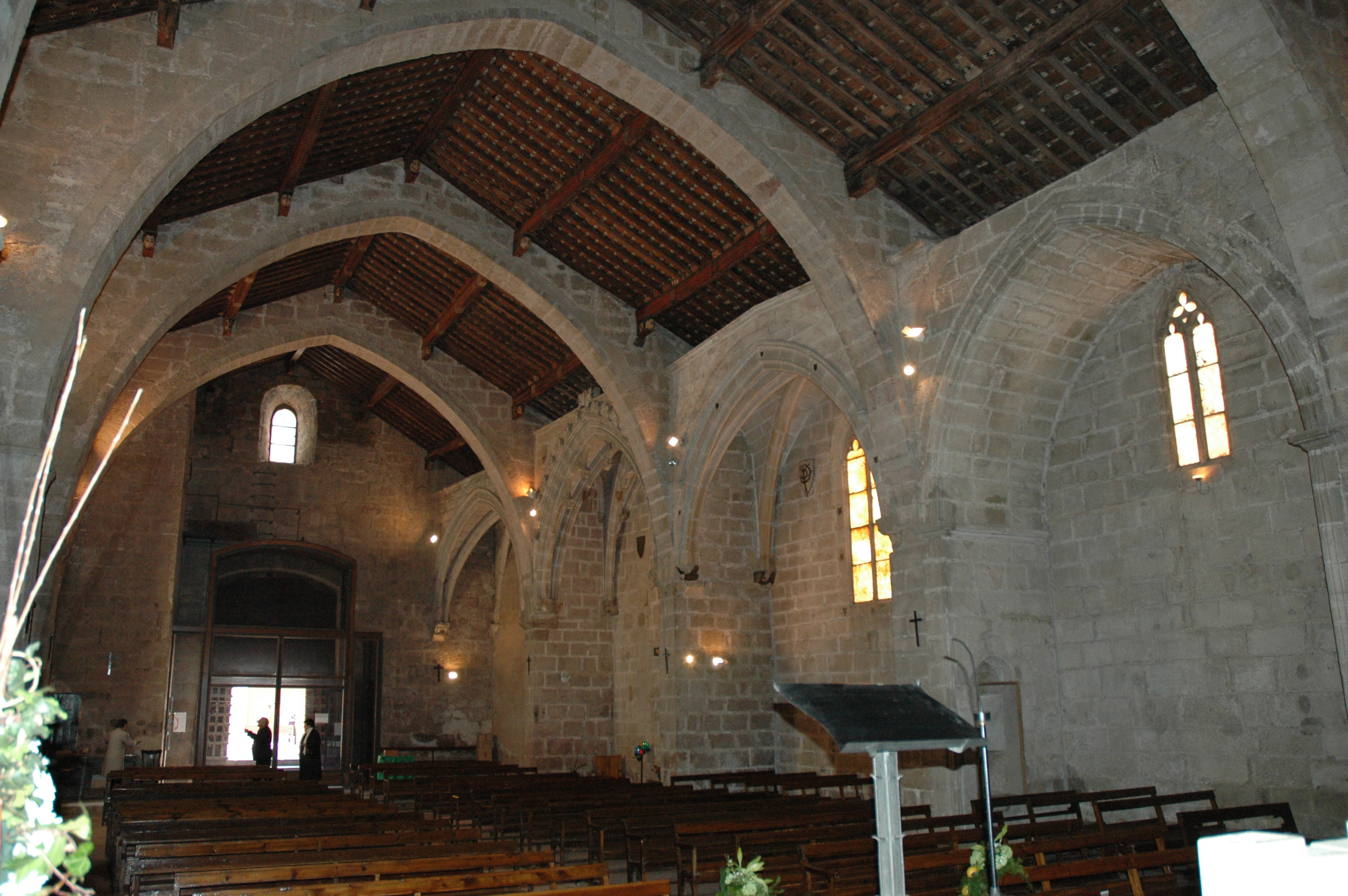
Montblanc (Conca de Barberà), església de Sant Miquel. 2006.

Pel que fa a l'arquitectura civil, els exemples més coneguts es troben al Saló del Tinell i a les drassanes, tant a les Drassanes Reials de Barcelona, com a les Drassanes del Grau de la ciutat de València. En ambdós casos, es tracta d'estructures formades per diverses naus paral·leles amb els respectius arcs diafragmàtics de mig punt separades per pilars quadrats.
A efectes de comptabilització, es considera l'espai entre arc i arc com a tram de la nau. Els arcs diafragma poden ésser suportats de diverses maneres: directament sobre els contraforts incorporats a l'interior de l'edifici (com a Sant Miquel de Montblanc), recolzant-se sobre pilastres adossades al mur (capella de Santa Àgata del Palau Reial Major de Barcelona), o bé sobre modillons o mènsules (dormitori de Poblet).